# Берри (провинция)
Берри́ (фр. Berry, лат. Bioturica) — историческая провинция в центральной части Франции. Некогда герцогство Беррийское, ныне образует департаменты Эндр и Шер и славится тонкой шерстью своих овец. Главный город — Бурж.
Берри — это край, известный не только как страна замков, но и как житница Франции. Это один из главных французских районов по выращиванию зерновых и производству мяса, молока и молочных продуктов. Не случайно здесь расположен Санкуэн — самый крупный во Франции рынок по оптовой продаже крупного и мелкого рогатого скота. Здесь каждый день на площади 17 гектаров совершаются сделки купли-продажи тысяч голов скота.
Канал Берри начинается ниже Невера на Луаре, идет к Буржу, отсюда вдоль реки Шер до Сент-Эньяна, образуя водный путь в 322 км, соединяющий каменноугольный бассейн реки Алье с долинами рек Шеры и Луары.